# Martín Cortés
Martín Cortés el Mestizo (prononcé en espagnol : [maɾˈtiŋ koɾˈtes el mesˈtiθo][maɾˈtiŋ koɾˈtes el mesˈtiθo]; c. 1523 – c. 1595) est le premier-né et le fils illégitime d'Hernán Cortés et Doña Marina, connue comme « La Malinche », interprète et concubine du conquistador. Il est considéré comme l'un des premiers métis de la Nouvelle-Espagne et est connu comme « El Mestizo ». Sa date de naissance exacte n'est pas connue avec précision. Jusqu'à la naissance de son frère cadet, Martín Cortés Zúniga, fils d'Hernán Cortés et de sa seconde épouse, Martín, fils de la Malinche, est l'unique héritier mâle de Cortés, en dépit de sa naissance illégitime, Cortés n'ayant pas d'enfants de son premier mariage avec Catalina Suárez. Il grandit en Espagne, mais retourne à l'âge adulte au Nouveau Monde. En tant qu'héritiers de Cortés, lui et son frère sont alors considérés comme une menace par le vice-roi de Nouvelle-Espagne qui les accuse d'avoir participé à un complot. Martín est arrêté, torturé et exilé en Espagne où il meurt vers 1595.

## Biographie

### Jeunesse
Cortés Martín est né en 1523 dans un ancien palais Aztèque de la « Nouvelle Espagne », sur le site de l'actuelle ville de Mexico au Mexique. Son père, le conquistador Hernán Cortés, et sa mère, La Malinche, esclave, guide, interprète et maîtresse de Cortés, choisit comme nom Martín en hommage à son propre père mais également au dieu de la guerre:4–12. Alors que Martin n'a que deux ans, sa mère et son père le laissent sous la responsabilité de Juan Altamirano, cousin de Cortés, pour partir en expédition militaire au Honduras.
Lors de cette expédition, la Malinche épouse un autre Espagnol du nom de Juan Jaramillo et ne vivra plus jamais avec son fils. Hernán décide que Martín doit continuer à vivre avec Altamirano dans l'environnement qui lui est le plus familier. À l'âge de 6 ans, Martín rentre en Espagne avec son père.

### Formation en Espagne
En mai 1528, Martín débarque dans le port de Palos de la Frontera. Cortés est encore relativement inconnu et reçoit l'accueil que l'on pourrait attendre de quelqu'un de son importance historique. En juin 1528, Martin accompagne Cortés lors de sa rencontre avec l'empereur Charles Quint. En 1529, Hernán Cortés embauche un avocat pour demander au Pape Clément VII de légitimer la naissance de Martín. Le pape, étant lui-même illégitime, accepte. Martín passe la majeure partie de son adolescence à la cour royale espagnole et devient page sous Philippe II d'Espagne, en 1537:74.

### L'autre Martin,donMartin Cortés
En 1532, un fils naît de l'union d'Hernán Cortés et de sa deuxième épouse, une aristocrate espagnole, doña Juana de Zúñiga. Il nomme également ce fils Martin, du nom de son père, mais ce fils reçoit surtout le titre aristocratique de don. En octobre de la même année Martín tombe malade. D'après les lettres qu'Hernán Cortés écrit à son cousin, Francisco de Núñez, il souffre de tuberculose. Au printemps 1540, Cortés rentre en Espagne et les deux Martin se rencontrent pour la première fois. En 1541, Martin Cortés est fait chevalier de l'Ordre de Santiago, et combat à la bataille d'Alger pour le compte de Charles V:83. En avril 1547, Cortés participe à la Bataille de Muhlberg en Allemagne:187.

### Mort d'Hernán Cortés et vie en Espagne
Hernán Cortés meurt en Castille, le 2 décembre 1547. Bien qu'étant le fils premier-né, le principal héritier est son fils légitime, don Martín Cortés, marquis de la Vallée d'Oaxaca. Trois ans plus tard, en 1550, alors que Martín a vingt-huit ans, il passe une année à combattre en Europe dans les armées de l'Empereur du Saint Empire romain:104. En 1557, Martín Cortés poursuit son frère en justice pour récupérer certaines mines et des esclaves qui lui auraient été accordés par son père à 8 ans avant sa mort. 

### De retour au Mexique
En septembre 1562, après un terrible voyage, Martín Cortés débarque au port de San Francisco de Campeche:124. À la fin janvier 1562, Cortés et ses deux demi-frères, don Martín et Luis Cortés, naviguent vers Vera Cruz, ville fondée par leur père 44 ans auparavant. En février, les frères Cortés atteignent l'ancien domicile de leur père et de la Malinche.
En 1566, les lois de l'encomienda ont changé le système de propriété en Nouvelle-Espagne et les fils de Cortés perdent les terres de leur père en Amérique. 
En mars 1566, les Frères Gil et Alonso de Avila organisent une fête dans leur maison au Mexique. C'est le théâtre de l'épisode connu sous le nom de « Complot du marquis »:Ixx Les frères sont habillés comme chefs de clans mexicain et rendent hommage à un homme déguisé en Hernán Cortés. Selon les frères Cortés leurs amis, il ne s'agirait que d'une mascarade. Toutefois, la cour d'Espagne en Nouvelle-Espagne, le voit comme une tentative de coup d'état.
Le 16 juillet 1566, des gardes arrêtent Martín Cortés. Il apprend que ses frères, les frères Avila, et dix-huit autres amis ont également été fait prisonniers et sont accusés de complot:XIii. Il est amené devant le juge et est accusé de ne pas avoir dénoncé son frère qui planifiait une rébellion contre Sa Majesté. Alonso de Avila et son frère sont publiquement décapités, et en septembre 1566, son frère Luis est également condamné à mort par décapitation:172–179.
Cependant, le nouveau vice-roi, le Marquis de Falces, arrivé à Vera Cruz, le 15 novembre 1567 autorise les deux Martín à quitter la Nouvelle-Espagne et à Luis de purger sa peine dans une colonie près de l'Algérie. Don Martin part donc plaider sa cause devant le roi mais Martín Mestizo reste au Mexique:189–212.
Le 7 janvier 1568, Martin est torturé et exilé définitivement en Espagne, où il meurt à une date inconnue, vraisemblablement vers 1595.